# Hopkinton (Massachusetts)
Hopkinton es un pueblo ubicado en el condado de Middlesex en el estado estadounidense de Massachusetts. En el Censo de 2010 tenía una población de 14.925 habitantes y una densidad poblacional de 206,63 personas por km².

## Geografía
Hopkinton se encuentra ubicado en las coordenadas 42°13′27″N 71°32′26″O / 42.22417, -71.54056. Según la Oficina del Censo de los Estados Unidos, Hopkinton tiene una superficie total de 72.23 km², de la cual 68.02 km² corresponden a tierra firme y (5.83%) 4.21 km² es agua.

## Demografía
Según el censo de 2010, había 14.925 personas residiendo en Hopkinton. La densidad de población era de 206,63 hab./km². De los 14.925 habitantes, Hopkinton estaba compuesto por el 93.15% blancos, el 0.82% eran afroamericanos, el 0.07% eran amerindios, el 4.39% eran asiáticos, el 0% eran isleños del Pacífico, el 0.37% eran de otras razas y el 1.2% pertenecían a dos o más razas. Del total de la población el 1.79% eran hispanos o latinos de cualquier raza.